# Francis Huber
François Huber (Genebra,  2 de julho de 1750 - Lausanne, 22 de dezembro de 1831) também conhecido como Francis em publicações inglesas ou Franz em publicações alemãs foi um naturalista suíço que desenvolveu preciosos estudos sobre as abelhase germinação de sementes. 
O seu trabalho pioneiro foi reconhecido em toda a Europa por ser baseado na observação minuciosa, com a ajuda de vários assistentes, devido à sua cegueira.

## Descendentes
Seu filho Jean Pierre (nascido em 23 de janeiro de 1777 em Genebra, 22 de dezembro de 1840 em Yverdon), chamado Pierre Huber, observou, seguindo o interesse pelas abelhas de seu pai, Tenthredinidae, besouros, e, mais especialmente, formigas e escreveu: "Pesquisa sobre os hábitos das formigas nativas" (Paris 1810), que são considerados o seu principal trabalho. Sobre as abelhas, ele escreveu o altamente conceituado artigo "Observações sobre várias espécies do gênero Apis, conhecido pelo nome de Humble-bees, e chamado Bombinatrices por Linnaeus"(Londres, 1801). Ele criou várias ilustrações para os livros de seu pai.

## Homenagens
O nome do género botânico Huberia é uma homenagem a François Huber e ao seu filho.